# Mama Said (Lukas Graham)
Mama Said è un singolo del gruppo musicale danese Lukas Graham, pubblicato in Danimarca il 23 giugno 2014 come primo estratto dal secondo album in studio Lukas Graham.
Il coro dei bambini nel brano prende in prestito la melodia della canzone It's the Hard Knock Life, composta da Charles Strouse e Martin Charnin per il musical Annie (1977).

## Video musicale
Il video musicale, pubblicato il 23 ottobre 2015, è stato girato in un quartiere di Copenaghen chiamato Christiania, indipendente dalla capitale danese e gestito dai residenti.

## Successo commerciale
Il singolo ha ottenuto successo in Europa e Stati Uniti a partire dal 2015 mentre in Italia è entrato in rotazione radiofonica nel giugno 2016.